# Saint-Christophe (Tarn)
 Saint-Christophe  es una población y comuna francesa, ubicada en la región de Mediodía-Pirineos, departamento de Tarn, en el distrito de Albi y cantón de Monestiés.

## Demografía
| 224 | 203 | 165 | 133 | 107 | 123 |
| Para los censos de 1962 a 1999 la población legal corresponde a la población sin duplicidades (Fuente: INSEE [Consultar]) |     |     |     |     |     |